# محطة الشعيبة الجنوبية
محطة الشعيبة الجنوبية لتوليد الطاقة الكهربائية وتقطير المياه تقع هذه المحطة في جنوب دولة الكويت على الخليج العربي وهي تضم 6 وحدات لتوليد الطاقة الكهربائية وقدرة كل وحدة 134 ميجاواط بالساعة وبها عدد من مقطرات المياة.